# Landesregierung Haslauer II
Die Landesregierung Haslauer II war Salzburger Landesregierung in der 8. Gesetzgebungsperiode. Sie amtierte vom 16. Mai 1979 bis zur Wahl der Nachfolgeregierung Haslauer III am 16. Mai 1984. Landeshauptmann war Wilfried Haslauer senior.
Bei der Landtagswahl 1979 verlor die Österreichische Volkspartei (ÖVP) ihren erst 1974 hinzugewonnenen vierten Regierungssitz wieder an die Sozialistische Partei Österreichs (SPÖ), die damit wieder drei Regierungssitze in der Landesregierung hatte. Die Freiheitliche Partei Österreichs (FPÖ) stellte weiterhin ein Regierungsmitglied.

## Regierungsmitglieder
| Amt                                                     | Name                   | Partei | Ressorts |
| ------------------------------------------------------- | ---------------------- | ------ | -------- |
| Landeshauptmann                                         | Wilfried Haslauer      | ÖVP    |          |
| 1. Landeshauptmann-Stellvertreter                       | Herbert Moritz         | SPÖ    |          |
| 2. Landeshauptmann-Stellvertreter                       | Hans Katschthaler      | ÖVP    |          |
| Landesrat ab 16. März 1983                              | Sepp Wiesner           | FPÖ    |          |
| Landesrat ab 16. März 1983                              | Friedrich Mayr-Melnhof | ÖVP    |          |
| Landesrat                                               | Wolfgang Radlegger     | SPÖ    |          |
| Landesrat                                               | Sepp Oberkirchner      | SPÖ    |          |
| Vorzeitig ausgeschiedene Mitglieder der Landesregierung |                        |        |          |
| Landesrat bis 15. März 1983                             | Sepp Baumgartner       | FPÖ    |          |
| Landesrat bis 15. März 1983                             | Anton Bonimaier        | ÖVP    |          |